# نيد بيتي
نيد بيتي (بالإنجليزية: Ned Beatty)‏ (6 يوليو 1937 في [[لويفيل (كنتاكي)|لويفيل - وفاة 13 يونيو 2021]]، هو ممثل أمريكي بدأ مسيرته الفنية عام 1956.

## الأعمال
- الخلاص
- ناشفيل
- كل رجال الرئيس
- شبكة
- القناص
- حرب تشارلي ويلسون
- حكاية لعبة 3
- رانجو

## وصلات خارجية
- نيد بيتي على موقع IMDb (الإنجليزية)
- نيد بيتي على موقع روتن توميتوز (الإنجليزية)
- نيد بيتي على موقع ألو سيني (الفرنسية)
- نيد بيتي على موقع ميوزك برينز (الإنجليزية)
- نيد بيتي على موقع تيرنر كلاسيك موفيز (الإنجليزية)
- نيد بيتي على موقع أول موفي (الإنجليزية)
- نيد بيتي على موقع قاعدة بيانات برودواي على الإنترنت (الإنجليزية)
- نيد بيتي على موقع قاعدة بيانات الأفلام السويدية (السويدية)
- نيد بيتي على موقع إن إن دي بي (الإنجليزية)
- نيد بيتي على موقع ديسكوغز (الإنجليزية)
- الموقع الإلكتروني